# Balanta-Kentohe jezik
Balanta-Kentohe jezik (ISO 639-3: ble; ostali nazivi: alante, balanda, balant, balanta, balante, ballante, belante, brassa, bulanda, frase), jedan od dva jezika bakske podskupine balant-ganja, kojim govori oko 423 000 ljudi, od čega 397 000 u Gvineji Bisau (2006), a ostatak u Gambiji.
Ima nekoliko dijalekata: fora, kantohe (kentohe, queuthoe), naga, mane, od kojih su posljednja tri možda posebni jezici. U upotrebi je i gornjogvinejski kriulo [pov].

## Vanjske poveznice
- Ethnologue (14th)
- Ethnologue (15th)